# 3e cérémonie des Lumières
La 3e cérémonie des Lumières de la presse internationale s'est déroulée le 15 décembre 1997. Elle a été présidée par Fanny Ardant et a été diffusée sur Paris Première.

## Palmarès
- Meilleur film :
  - Marius et Jeannette de Robert Guédiguian
- Meilleur réalisateur :
  - Luc Besson pour Le Cinquième Élément
- Meilleure actrice :
  - Miou-Miou pour le rôle de Nicole dans Nettoyage à sec
- Meilleur acteur :
  - Michel Serrault pour le rôle de Victor dans Rien ne va plus
- Meilleur scénario :
  - Western – Manuel Poirier et Jean-François Goyet
- Meilleur film étranger :
  - Les Virtuoses (Brassed Off) de Mark Herman